# Al Foster
Al Foster (18. ledna 1943 Richmond, Virginie, USA – 28. května 2025 New York) byl americký jazzový bubeník. Na bicí začal hrát ve svých třinácti letech a ve svých šestnácti letech nahrál svou první nahrávku s Blue Mitchellem. V roce 1972 odešel ze skupiny Milese Davise bubeník Jack DeJohnette a Foster jej nahradil. V jeho skupině hrál až do roku 1985. Spolupracoval i s dalšími hudebníky, jako jsou Herbie Hancock, Sonny Rollins, George Mraz, John Scofield, Chris Potter, Fred Lipsius nebo Horace Silver. Rovněž měl svou vlastní skupinu.